# 짱구개미
짱구개미(Messor aciculatus)는 개미의 한 종으로 두마디개미아과 Stenammini군에 속하고 한국 전역에 살고 있다.

## 모양
몸길이는 여왕 7mm~7.5mm, 일개미 4~5mm정도의 크기를 가지고 있다. 몸에 광택이 없고, 몸 전체에 털이 많다.

## 분포
대한민국, 중화인민공화국, 일본 등지에 분포하고 있다. 지반이 단단한 풀밭이나 산길에 집을 지으며, 도심공원에서도 볼 수 있다.

## 생태
짱구개미는 주로 땅속에서 살지만, 4-5월 결혼비행과 9-10월 수확을 위해 땅위로 나온다. 풀씨 등의 씨앗을 주식으로 하여 매년 봄과 가을 씨앗을 수확하러 나오기 때문에 수확개미라고도 불리는 개미다. 결혼 비행은 4월에서 5월 중반까지 진행된다. 지중영소성의 개미로서 땅 속에 군체를 짓는데, 수직으로 4~5m정도로 깊게 파고 수직으로 이루어진 통로 주변으로 말굽형으로 집을 짓는다. 이런 특성 때문에 여왕개미는 더 안전하게 보호된다. 짱구개미는 결혼 비행을 마친 여왕개미 개체끼리 모여 군체를 형성하는 경우도 있다.

### 먹이
먹이는 풀씨를 주식으로 하는데 새순의 수액을 먹이로 하기도 한다. 봄과 가을, 매년 이 두차례에만 군체 밖으로 나와 씨앗을 수확하며 그 외에는 군체 밖으로 나오는 경우가 거의 없다. 이 때 수확한 풀씨를 저장하고 년중 식량으로 사용하며 특수 페로몬을 통해 씨앗의 부패를 방지한다. 짱구개미가 좋아하는 대표적인 풀씨는 애기똥풀, 제비꽃, 깽깽이풀이 있다. 짱구개미는 씨앗의 엘라이오솜 부분만 먹고 나머지는 내다 버리는데 내다버린 씨앗이 발아하여 싹트는 경우가 있어 이런 식물과 공생관계로 보기도 한다. 미국의 곤충학자 머그리지(Reverend Moggridge)의 연구에 따르면 프랑스의 짱구개미는 약 18종의 식물의 씨앗을 모은다고 알려져 있으며 그 후 많은 학자들에 의해 짱구개미는 확실히 식물의 분포에 크게 영향을 미친다고  결론을 내리고 있다. 대부분의 개미 유충은 일개미(유모개미)가 직접 먹이교환을 통해 먹이지만, 짱구개미 유충의 경우 충분히 가까이 있는 곳의 먹이는 스스로 먹기도 한다.